# 캐럴린 슐러
캐럴린 제인 슐러(Carolyn Jane Schuler, 1943년 1월 5일 ~ )는 전 미국의 수영 선수로 올림픽 2관왕이자 전 세계 기록 보유자이다.
샌프란시스코에서 태어난 슐러는 17세의 나이로 1960년 로마 올림픽에서 미국을 대표하였다. 100m 접영에서 그녀는 1분 09.5초의 올림픽 신기록과 함께 자신의 첫 금메달을 획득하였다. 그녀는 400m 혼계영에서 린 버크(배영), 패티 켐프너(평영)와 크리스틴 본 살차(자유형)와 함께 1위를 한 미국 팀의 일원으로서 2번째 금메달을 거머쥐었다. 우승한 미국 팀은 결승전에서 4분 41.1초의 세계 신기록을 세웠다.
1989년 명예 수영 선수로서 국제 수영 명예의 전당에 헌액되었다.

## 같이 보기
- 올림픽 수영 여자 메달리스트 목록
- 수영 혼계영 400m 세계 기록 추이